# گرگ صحرا
گرگ صحرا فیلمی به کارگردانی سعید نیوندی و نویسندگی اسماعیل پورسعید محصول سال ۱۳۴۰ است.

## بازیگران
- ویدا قهرمانی
- گریگوری مارک
- معزدیوان فکری
- رفیع حالتی
- هوشنگ بهشتی
- غلامحسین بهمنیار
- فرهنگ امیری
- محسن آراسته